# Pixel 9
Le Pixel 9, Pixel 9 Pro et Pixel 9 Pro XL,, sont un groupe de smartphones Android conçus, développés et commercialisés par Google dans le cadre de la gamme de produits Google Pixel. Ils sont le successeur du Pixel 8 et du Pixel 8 Pro, respectivement. Dotés d’une apparence repensée et alimentés par le système sur puce Google Tensor (en) de quatrième génération, les téléphones sont fortement intégrés avec des fonctionnalités d’intelligence artificielle de la marque Gemini.
Les Pixel 9, Pixel 9 Pro et Pixel 9 Pro XL ont été officiellement annoncés le 13 août 2024 lors de l’événement annuel Made by Google et seront commercialisés aux États-Unis les 22 août et 4 septembre.

## Histoire

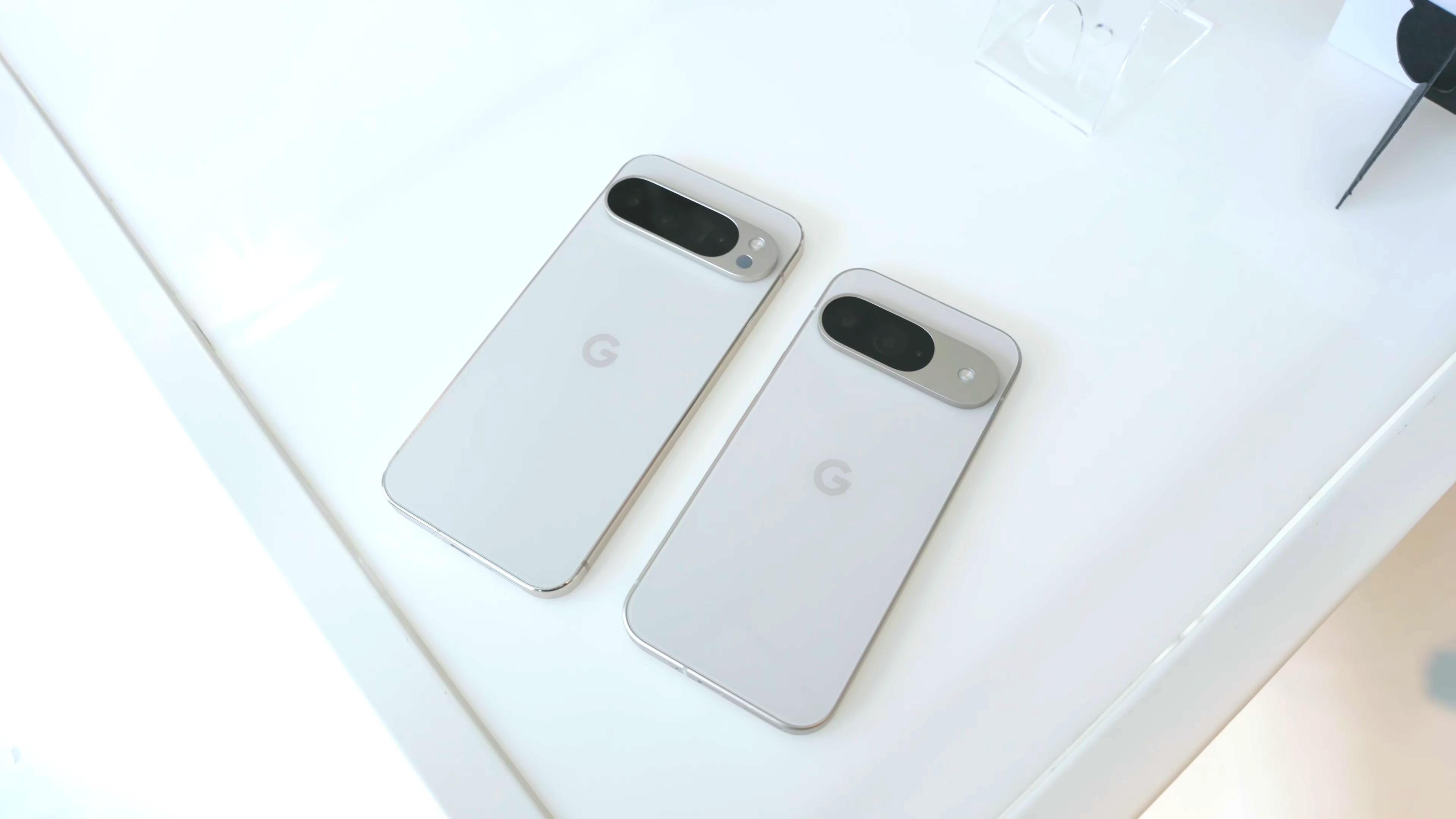
Le Pixel 9 (à droite) et 9 Pro XL (à gauche), tous deux en couleur "Porcelaine"

La série Pixel 9 a été approuvée par la Commission fédérale des communications (FCC) en juillet 2024. Après avoir prévisualisé le modèle Pro le même mois,, Google a officiellement annoncé les Pixel 9, Pixel 9 Pro et Pixel 9 Pro XL le 13 août, aux côtés des Pixel 9 Pro Fold et Pixel Watch 3 (en), lors de l’événement annuel Made by Google.
De nombreux observateurs ont souligné le calendrier inhabituellement précoce du lancement, qui se tenait traditionnellement en octobre après le lancement annuel d’Apple du nouvel iPhone. Les commentateurs ont décrit cela comme une tentative de "surpasser" Apple, son rival de longue date, et de démontrer ses prouesses en matière d’intelligence artificielle,,. Les trois téléphones sont disponibles en précommande le même jour; le Pixel 9 et le Pixel 9 Pro XL seront disponibles le 22 août alors que le Pro sera disponible le 4 septembre, ce dernier avec le Pixel 9 Pro Fold.

## Caractéristiques

### Design
| Pixel 9                                  | Pixel 9                                   | Pixel 9                                   | Pixel 9                                   |                                               | Pixel 9 Pro and 9 Pro XL                     | Pixel 9 Pro and 9 Pro XL                     | Pixel 9 Pro and 9 Pro XL                      | Pixel 9 Pro and 9 Pro XL |
| Diagram of a Pixel 9 smartphone in pink. | Diagram of a Pixel 9 smartphone in green. | Diagram of a Pixel 9 smartphone in white. | Diagram of a Pixel 9 smartphone in black. | Diagram of a Pixel 9 Pro smartphone in white. | Diagram of a Pixel 9 Pro smartphone in pink. | Diagram of a Pixel 9 Pro smartphone in gray. | Diagram of a Pixel 9 Pro smartphone in black. |                          |
| pivoine                                  | Wintergreen                               | porcelaine                                | obsidienne                                | porcelaine                                    | Rose Quartz                                  | noisette                                     | obsidienne                                    |                          |

#### Google Pixel 9
Le Pixel 9 dispose d’un écran OLED de 6,3 pouces avec une définition de 1080 x 2424 pixels et un taux de rafraîchissement allant de 60Hz à 120Hz. Le panneau a 1800 nits de luminosité locale et 2700 nits de luminosité maximale. L’écran est également protégé par un revêtement Corning Gorilla Glass Victus 2.
Pour l’optique, le dispositif continue de porter la configuration double caméra arrière, comprenant un objectif large de 50 mégapixels et un objectif ultra-large de 48 mégapixels. L’appareil prend en charge le Super Res Zoom jusqu’à 8x, permettant aux utilisateurs de capter des images détaillées même à distance.
Il contient une batterie de 4700mAh avec un support pour la charge rapide 27 W, et il est également compatible avec le chargement sans fil. Le Pixel 9 est livré avec 12 Go de RAM et offre des options de stockage de 128 Go et 256 Go.
Il y a quatre couleurs disponibles : Peony (rose), Wintergreen (un vert pâle), Porcelain (un écru ou blanc cassé) et Obsidian (un gris charbon foncé).

#### Google Pixel 9 Pro
Il est doté d’un plus grand écran OLED LTPO 24 bits de 6,8 pouces avec revêtement Corning Gorilla Glass Victus 2 et une définition de 1344 x 2992 pixels. Comme son frère Pro, il est alimenté par le processeur Tensor G4 et dispose du même système de caméra arrière triple, capable d’atteindre 30x Super Res Zoom.
Les mêmes quatre couleurs pour le Pro sont également disponibles pour le Pro XL : Rose Quartz (rose clair), Hazel (un gris-vert moyen), Porcelain (un écru ou blanc cassé) et Obsidian (un gris charbon foncé)

## Matériel

### Pixel 9
Pixel 9 est alimenté par le processeur Tensor G4 de Google, couplé au coprocesseur de sécurité Titan M2, promettant non seulement des performances rapides mais aussi une sécurité matérielle multicouche. Le Pixel 9 dispose d’une batterie de 4700mAh et prend en charge la charge rapide filaire jusqu’à 27W et sans fil charing jusqu’à 15W.

### Pixel 9 Pro
Pixel 9 Pro a également une batterie de 4700mAh, et prend en charge jusqu’à 27W de charge filaire et jusqu’à 21W de charge sans fil. Le Pixel 9 Pro est équipé de 16 Go de RAM et offre des capacités de stockage allant de 128 Go à 1 To.

### Pixel 9 Pro XL
Le Google Pixel 9 Pro XL a une batterie relativement plus grande avec une batterie de 5060 mAh, avec des taux de charge légèrement plus rapides allant jusqu’à 37 W filaires et 23 W sans fil. L’appareil est disponible avec 16 Go de RAM et est offert dans une large gamme d’options de stockage, y compris 128 Go, 256 Go, 512 Go et 1 To.

### Logiciel

#### Captures d’écran de pixels
En août 2024, Google a annoncé une nouvelle application basée sur l’IA appelée Pixel Screenshots pour sa série Pixel 9 qui permet aux utilisateurs de sauvegarder, d’organiser et de récupérer des informations à partir de captures d’écran.
La fonction utilise le modèle Gemini Nano AI de Google sur l’appareil pour analyser le contenu des captures d’écran, le rendre consultable et le faire ressortir,.

## Commercialisation
Un livestream "après la fête" présenté par l’actrice Keke Palmer et mettant en vedette des invités de célébrités a suivi l’événement Made by Google.

## Controverses
Google a menacé les influenceurs de mettre fin à leur relation, sauf s’ils préféraient le Pixel aux autres téléphones.